# Agnieszka Cao Guiying
Św. Agnieszka Cao Guiying (chiń. 曹桂英雅妮; inne spotykane często formy zapisu: Agnieszka Tsao-Kouy, Agnes Tsao Kouying, Agnes Tsao Kou Ying, Agnes Kouying Tsao itd.) (ur. 1821 w wiosce Wujiazhai w prowincji Kuejczou w Chinach – zm. 1 marca 1856 r. w Xilin, Kuangsi) – święta Kościoła katolickiego, katechistka, męczennica.

## Życiorys
Pochodziła z rodziny katolickiej wywodzącej się z Syczuanu. W wieku 18 lat poślubiła miejscowego rolnika. Była źle traktowana przez rodzinę męża, a 2 lata później kiedy on zmarł, została wyrzucona z domu. Zamieszkała z pobożną wdową, która odegrała ważną rolę w jej rozwoju duchowym. Po pewnym czasie ojciec August Chapdelaine zaproponował jej podjęcie działalności misyjnej, polegającej na nauczaniu katechizmu rodzin katolickich mieszkających w Kuangsi. Zimą 1852 r. udała się do miasta Baijiazahi w powiecie Xilan, gdzie nauczała katechizmu. Uczyła gotować, a w wolnym czasie opiekowała się dziećmi. Podczas pobytu w Yaoshan w 1856 r. została wraz z innymi osobami aresztowana, jednak wkrótce tylko ona pozostała w więzieniu. Zarówno różnymi obietnicami, jak i groźbą tortur próbowano zmusić ją do wyrzeczenia się wiary, ale była nieugięta. Ostatecznie 22 dnia pierwszego miesiąca (data kalendarza chińskiego) została zamknięta w klatce tak małej, że mogła w niej tylko stać. Zmarła 1 marca 1856 r. (data kalendarza gregoriańskiego).

## Dzień obchodów
- 10 września
- 9 lipca w grupie 120 męczenników chińskich

## Proces beatyfikacyjny i kanonizacyjny
Beatyfikowana 27 maja 1900 r. przez papieża Leona XIII, kanonizowana przez Jana Pawła II 1 października 2000 r. w Rzymie w grupie 120 męczenników chińskich.